# Axe de polarité
 (avril 2014).
Si vous disposez d'ouvrages ou d'articles de référence ou si vous connaissez des sites web de qualité traitant du thème abordé ici, merci de compléter l'article en donnant les références utiles à sa vérifiabilité et en les liant à la section « Notes et références ».

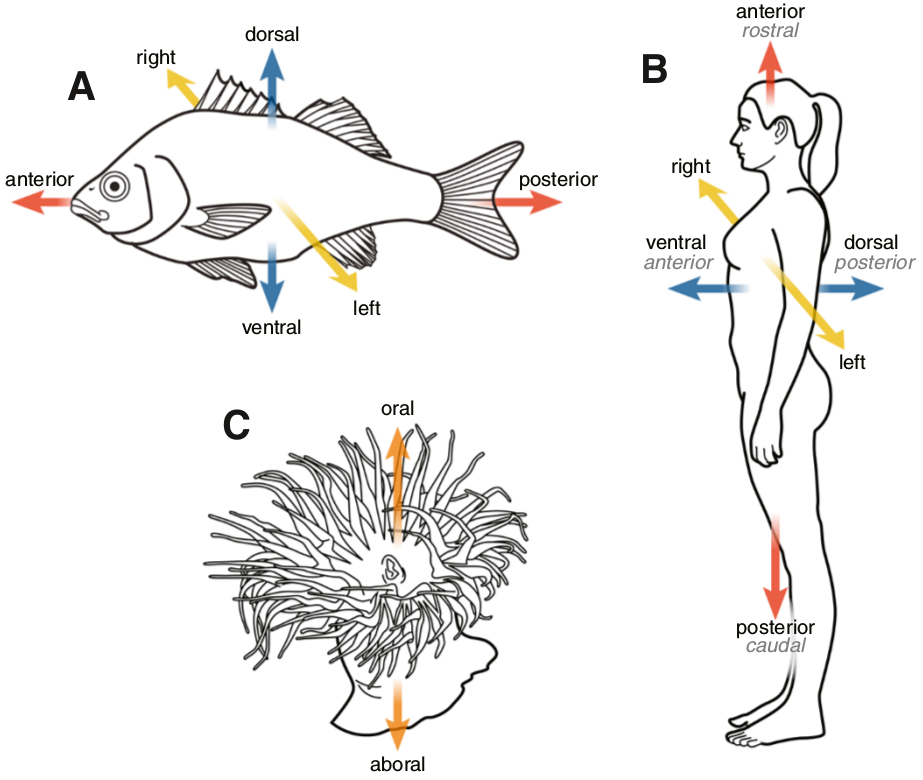
Schéma représentant les axes de polarité chez différents animaux. Ceux à symétrie bilatérale (poisson A et humain B), sont caractérisés par trois axes de polarité. Les animaux à symétrie radiaire (cnidaire C) possèdent un axe oral-aboral.

En biologie, un axe de polarité est un manque ou une absence de symétrie dans le plan d'organisation d'un organisme, par répartition différentielle des organes et des tissus. L'axe qui possède deux pôles distincts, indique les deux côtés qui ne sont pas symétriques. L'acquisition d'axes de polarité est en lien avec la chiralité cellulaire et tissulaire conduisant à la morphogénèse asymétrique des organes qui est un processus nécessaire à la physiologie et au positionnement normal des organes dans l'espace restreint de la cavité des bilatériens,
On peut trouver chez un organisme à la fois des symétries et des polarités. La majorité des animaux ont une symétrie bilatérale, c'est-à-dire qu'un seul plan divise leur corps en deux moitiés approximativement symétriques. Cette symétrie est définie selon au moins deux axes de polarité mis en place au cours de l'embryogenèse, l'axe antéro-postérieur (A/P en rouge sur le schéma) et l'axe dorsoventral (D/V en bleu). Il existe une troisième polarité pour la plupart des animaux, gauche-droite (G/D en jaune) qui ne peut être définie de manière significative qu'après que les deux premiers axes aient été spécifiés. l'axe G/D permet notamment aux organes internes d'être localisés de façon asymétrique (les lobes pulmonaires, le cœur, les intestins, le foie, les hémisphères du cerveau ne sont pas symétriques).

## Détermination des axes de polarité
Tout comme les autres aspects du plan d'organisation, les axes de polarité sont héréditaires donc déterminés au moins en partie génétiquement. Certains des gènes responsables ont été identifiés chez des organismes modèles (drosophile, souris) puis chez les humains. Il s'agit entre autres des gènes homéotiques. Les gènes codant des facteurs de croissance TGF-β de la famille nodal (en), exprimés de façon asymétrique, régissent la mise en place de l'axe de polarité gauche-droite chez les Deutérostomiens, super-embranchement d'animaux bilatériens comprenant les Échinodermes, les Hémichordés, et les Chordés (embranchement qui contient les Vertébrés). Ces gènes sont ainsi impliqués dans la morphogenèse asymétrique chez ces animaux,.
Chez les plantes vasculaires, les botanistes distinguent généralement un axe de polarité haut-bas (axe apico-basal appelé aussi axe racine-feuillage) composé de différentes structures, véritables ébauches des futurs organes, qui sont, du haut vers
le bas, le méristème apical, les cotylédons, l'hypocotyle, la radicule et le méristème racinaire. Il peut apparaître un axe de polarité supplémentaire, dirigé vers une source de lumière en cas de phototropisme, et un axe de symétrie sans polarité, l'axe radial, qui correspond à l'édification des différents types de tissus, organisés en couches concentriques autour de l'axe haut-bas, avec de la périphérie vers le centre, l'épiderme, le cortex, l'endoderme, le péricycle et les tissus.
Donc, dans le règne animal, les polarités sont relativement immuables d'une génération à une autre, et on peut donc en déduire que les polarités sont déterminées en grosse partie génétiquement. Chez les végétaux, c'est un caractère qui présente une grande plasticité puisque les polarités peuvent s'adapter à un environnement donné.
En fait, comme les animaux sont mobiles, cela pallie ce manque de plasticité dans le développement du plan d'organisation. Ce n'est pas le cas chez les végétaux.

## Relation à l'environnement

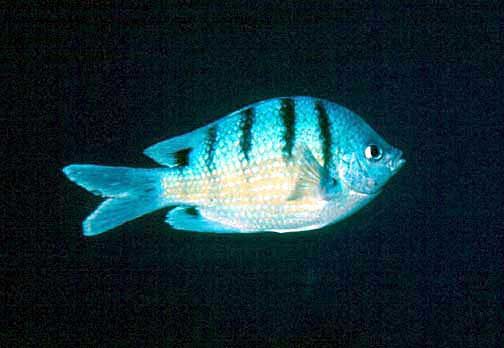
Les côtés dorsal et ventral sont moins polarisés

Comme tout en biologie est histoire d'évolution, on peut se demander pourquoi cette évolution a fait apparaître et maintenu ces absences de symétrie. En fait, tout organisme est en relation avec son environnement, et les polarités externes sont des réponses évolutives aux polarités du milieu, ou plutôt aux anisotropies du milieu. En effet nous ne vivons pas dans un monde symétrique et homogène mais dans un environnement polarisé:

### L'axe dorsoventral
Il y a le bas et le haut, un champ de gravité orienté vers le centre de la Terre. Il en découle que les organismes ont des membres dirigés vers le bas, pour les soutenir. Le côté ventral est donc diffèrent du côté dorsal. Lorsque l'effet de la gravité est amoindri comme dans un milieu aquatique (la poussée d'Archimède réduit le poids de l'animal), la polarité dorso-ventrale est moins marquée, comme chez les poissons.

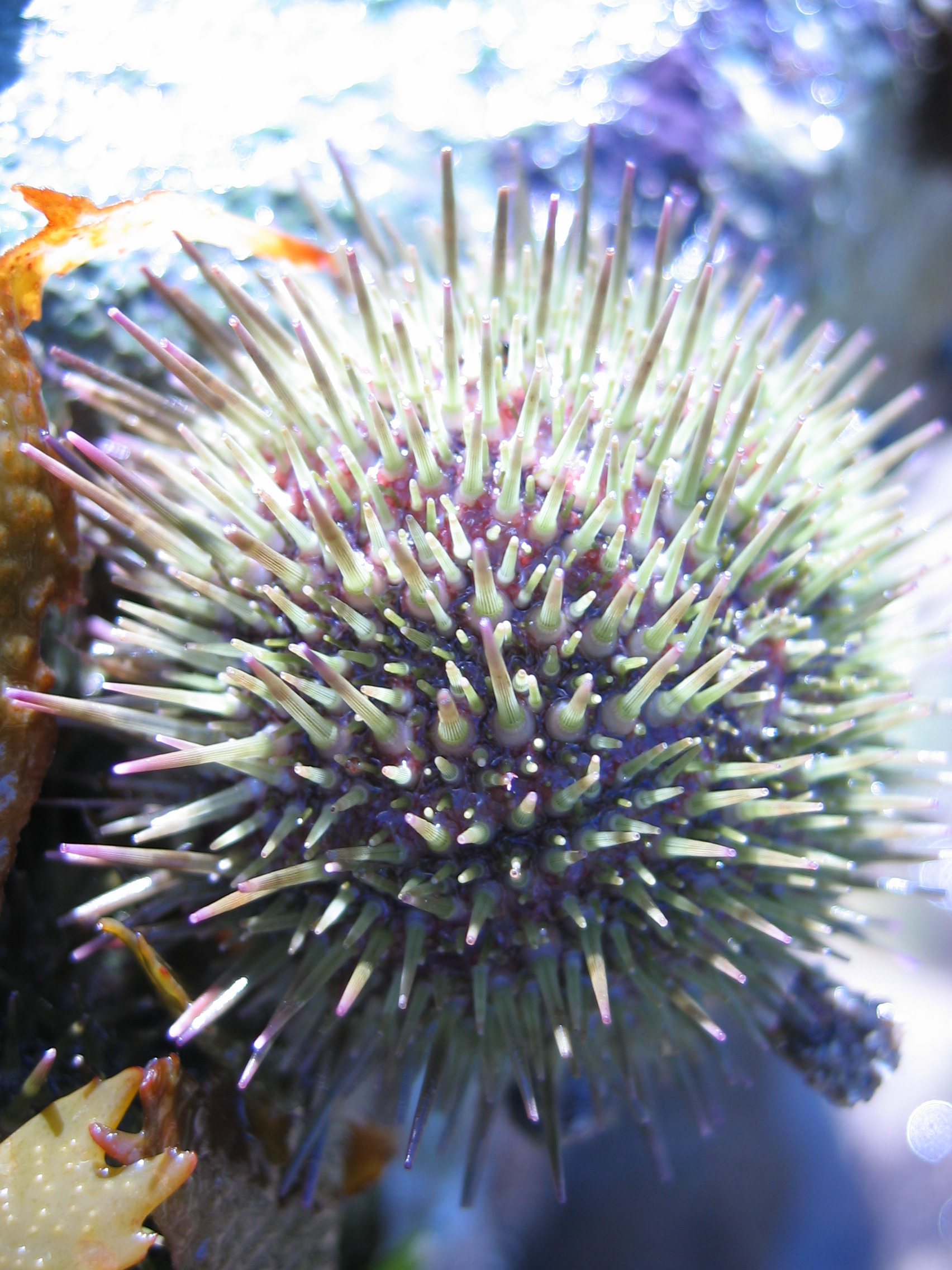
Chez certains oursins le plan d'organisation externe est peu polarisé

### L'axe antéro-postérieur
Le gradient de nourriture dans l'environnement a favorisé une concentration des organes de l'ingestion (bouche) et des organes de la perception (œil, nez, langue…) d'un même côté. C'est le côté avant. Chez certaines espèces vivant dans un environnement où le gradient de nourriture est faible ou bien confondu avec le champ de gravité, les polarités sont moins marquées:
- les moules.
- les oursins.
- les coraux
- certains animaux parasites.

### Polarité et symétrie droite-gauche
La polarité D-G de l'organisation interne des vertébrés est peu marquée mais est incontestable. Quel facteur de l'environnement a pu favoriser ce manque de symétrie? En toute hypothèse, aucun. Car les organes internes sont peu en relation avec l'environnement. Si le cœur bat à gauche, et, si l'intestin s'enroule d'un côté et pas dans l'autre cela est dû… au hasard. En effet, si le cœur pointe vers la gauche chez tout le monde, c'est un effet de hasard, de dérive génétique qui a fixé un allèle donné dans les populations. Les cas de situs inversus montrent que le sens de la polarité D-G interne n'est pas fondamental pour bien vivre. Le sens de la polarité D-G serait un caractère neutre, vis-à-vis de la sélection naturelle.
En revanche, la symétrie droite-gauche a été favorisée par la sélection naturelle, car il n'y a pas de différence droite-gauche dans l'environnement. Si un prédateur arrive par la gauche il faut savoir fuir par la droite et inversement…

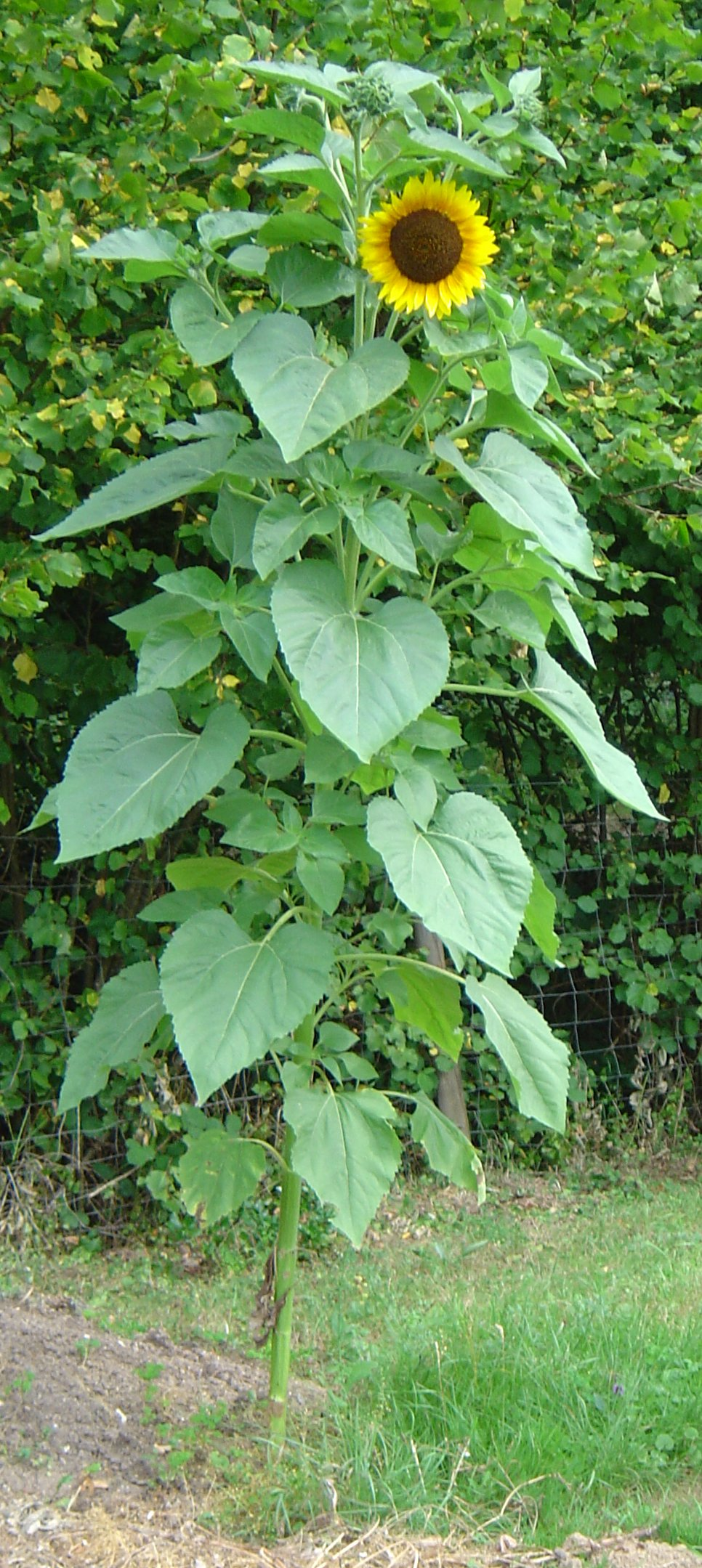
Le tournesol acquiert un 2e axe de polarité en orientant son unique fleur par rapport au soleil

## La polarité chez les plantes
L'anisotropie du milieu touche aussi les plantes pour lesquelles il y a un champ de gravité, et un gradient de ressources : la lumière, la pluie ou l'air arrivent d'en haut, les ions du sol sont plus bas. Or, toutes ces anisotropies sont dans le même sens! C'est pourquoi, on ne trouve qu'un seul axe de polarité haut-bas chez les plantes. Un deuxième axe peut apparaître si, par exemple, la lumière vient d'un côté seulement (phototropisme) .
On retrouve aussi une double polarité dans les fleurs zygomorphes. Mais, c'est là encore en relation avec l'environnement et avec la polarité d'un aspect du milieu, et plus exactement celle des animaux pollinisateur qui doivent être attirés par elles.

## Mise en place des axes de polarité
Les gènes homéotiques déterminent le plan d'organisation d'un être vivant lors du développement embryonnaire.